# 蒙韦尔特兰
蒙韦尔特兰，是西班牙卡斯蒂利亚-莱昂阿维拉省的一个市镇。 总面积50km2, 总人口1123人（2001年），人口密度22人/km2。